# Hércules (película de 1958)
Hércules (en italiano, Le fatiche di Ercole: Los trabajos de Hércules) es una película de aventuras de 1958 de tema mitológico–fantástico que se considera como la primera del subgénero del péplum. Se basa en la participación de Hércules en el viaje de los argonautas según se cuenta en las Argonáuticas de Apolonio de Rodas, aunque la historia contada en la película difiere mucho de la que ofrece el poema de Apolonio.
Esta película, de 1958, lanzó a la fama al levantador de peso Steve Reeves, quien ha quedado como el héroe de péplum por antonomasia. Tanto Steve Reeves como Sylva Koscina, que interpretaba a la princesa Íole, el amor de Hércules, volverían a encargarse de los papeles principales, con los mismos personajes, en la secuela de esta película: Hércules encadenado.

## Argumento
La princesa Íole va en un carro tirado por unos caballos desbocados. Hércules, que va de camino a la corte del rey Pelias de Yolco para instruir en el uso de las armas al príncipe Ífito, arranca un árbol y, poniéndoselo delante atravesado en su camino, detiene a los caballos. La princesa da cuenta a Hércules de la historia de la llegada de su padre al poder y del robo del mayor tesoro del reino: el vellocino de oro. Algunos sospechan lo que al final se sabrá que es verdad: que el rey Pelias ha ocupado el trono recurriendo al fratricidio. Hércules y la princesa Íole se sienten atraídos mutuamente, y se desarrolla el romance.
Una sibila advierte al rey Pelias de que su poder habrá de ser puesto en peligro por el desconocido que, en lugar de dos sandalias, lleve solo una.
En el intento de matar a un león por emular a Hércules en sus hazañas, perece Ífito. Hércules da muerte a la fiera y lleva el cadáver del príncipe al palacio del rey. Éste manda al héroe a buscar a Quirón para redimirse. A punto de morir, Quirón habla a Hércules del vellocino de oro y le pide que se haga cargo de Jasón, al que ha tenido consigo desde niño.
Cuando Jasón, sobrino de Pelias y legítimo rey de Yolco, llega a la ciudad llevando solo una sandalia, el usurpador se asusta, y da por bueno el encargo que se hace al recién llegado de recobrar el vellocino de oro, que se halla en la lejana tierra de la Cólquide. 
Para llegar hasta la tierra donde está el vellocino de oro, Jasón y Hércules navegan a bordo del Argo con Ulises y su padre Laertes, Argos, Cástor y Pólux, el cantor Orfeo, el médico Esculapio y otros.
Tras una tempestad en el mar, los Argonautas se entretienen en un exuberante jardín junto a las amazonas, gobernadas por la reina Antea. Jasón se enamora de ella, pero cuando descubren los viajeros que las amazonas pretenden darles muerte a instancias de sus sacerdotisas, escapan por la noche a bordo del Argo. 
En las costas de la Cólquide, los héroes dan batalla a hombres-mono, mientras Jasón mata a un dragón y recupera el vellocino de oro. Los Argonautas se embarcan hacia el hogar llevando consigo ese tesoro.
De vuelta en Yolco los héroes, la población celebra su regreso, pero Pelias y su cómplice Euristeo roban el vellocino y se oponen a la reclamación de Jasón. Tras la batalla final entre las fuerzas de Pelias y los héroes, en la que Hércules acaba con la caballería haciéndole caer encima el pórtico del palacio, el rey Pelias se mata con un veneno, Jasón ocupa el trono y Hércules y la princesa Íole reemprenden su romance y un viaje en busca de nuevas aventuras.

## Ficha técnica
- Título: Hércules.
- Título original: Le fatiche di Ercole (Los trabajos de Hércules).
- Género: Péplum.
- Producción: Federico Teti para Oscar Film y Galatea Film (Italia); con Urania Film (España) y Embassy Pictures (Estados Unidos).
- Guion: Ennio De Concini (1923 - 2008), Pietro Francisci, Gaio Fratini (1921 - 1999) y Age & Scarpelli, a partir de las Argonáuticas de Apolonio.[2]
- Diseño de producción: Ferruccio de Martino.
- Decorados: Flavio Mogherini (1922 - 1994).
- Vestuario: Giulio Coltellacci.
- Coreografía: Gisa Geert.
- Maquillaje: Euclide Santoli.
- Dirección de fotografía, iluminación y efectos especiales: Mario Bava.
- Dirección: Pietro Francisci (1906 - 1977).
- Ayudantía de dirección: Ettore Mattera y Pietro Nuccorini.
- Montaje: Mario Serandrei (1907 - 1966).
- Sonido: Renato Cadueri y Giulio Tagliacozzo.
- Música: Enzo Masetti (1893 - 1961).
- Dirección musical: Carlo Savina (1919 - 2002).
- Doblaje en el idioma original: Titanus (Roma).
- Idioma original: Italiano.
- Formato: Color (Eastmancolor) — 35 mm — 2.35:1 (Dyaliscope) — Sonido mono (Westrex Recording System).
- Distribución: Lux Film (en Italia); Delta Films S.A. (España); Embassy Pictures y Warner Bros. (en los Estados Unidos).
- Estreno: 20 de febrero de 1958, en Italia; 23 de noviembre de 1959, en España[3]

## Reparto

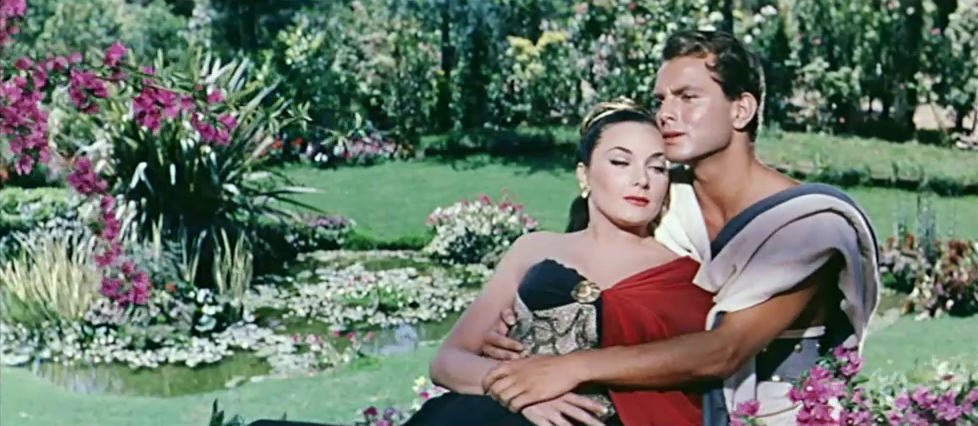
Antea y Jasón (Gianna Maria Canale y Fabrizio Mioni).

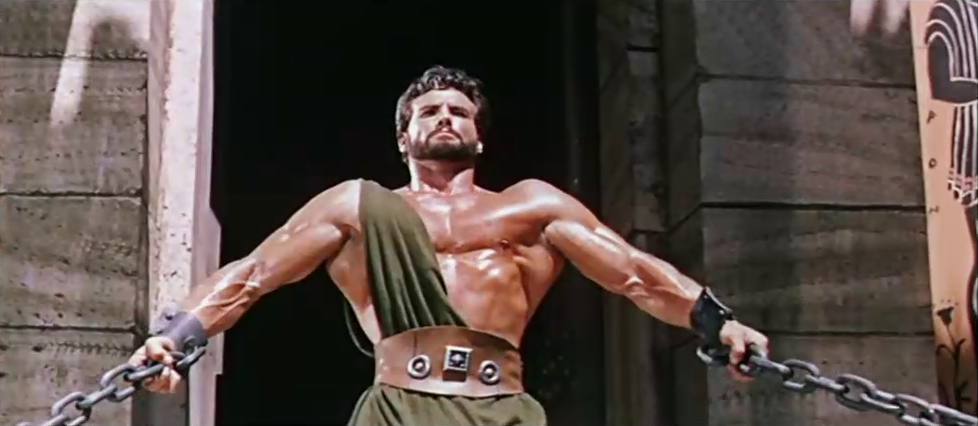
Hércules (Steve Reeves).

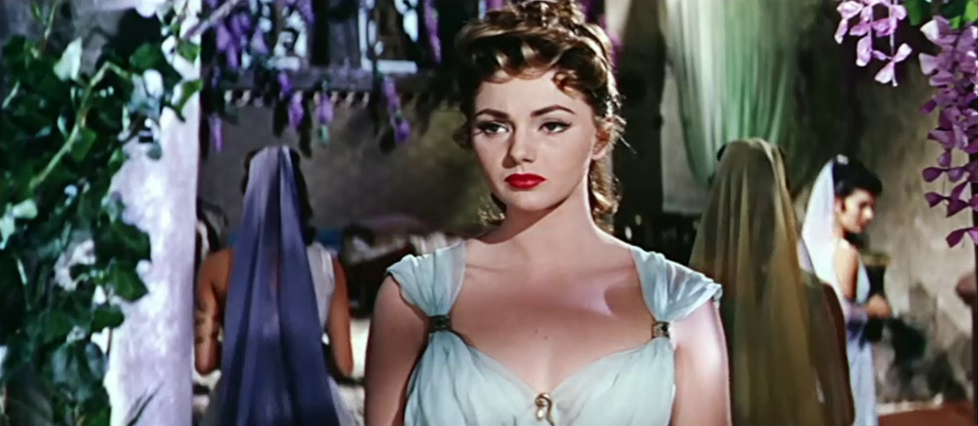
Íole (Sylva Koscina).

| PERSONAJES                            | ACTUACIÓN                                                                  | DOBLAJE ORIGINAL ITALIANO                            |
| ------------------------------------- | -------------------------------------------------------------------------- | ---------------------------------------------------- |
| Amazonas súbditas                     | Gina Rovere (n. 1935) Lilli Granado (Lily Granado, 1922 - 1960)            |                                                      |
| Antea, la reina de la Amazonas        | Gianna Maria Canale                                                        | Andreina Pagnani                                     |
| Argos, el constructor de la nave Argo | Aldo Fiorelli (n. 1915)                                                    | Gianfranco Bellini (1924 - 2006)                     |
| Cástor                                | Fulvio Carrara                                                             |                                                      |
| Esculapio                             | Walter Grant (Gian Paolo Rosmino, 1888 - 1982)                             | Lauro Gazzolo (1900 - 1970)                          |
| Euristeo                              | Arturo Dominici (1916 - 1992)                                              |                                                      |
| Hércules                              | Steve Reeves                                                               | Emilio Cigoli (1909 - 1980)                          |
| Ífito                                 | De niño, Guido Martufi De adulto, Mimmo Palmara (n. 1928)                  | Doblaje de Mimmo Palmara: Mario Pisu (1910 - 1976)   |
| Íole                                  | De niña, Paola Quattrini (n. 1944), sin acreditar De adulta, Sylva Koscina | Doblaje de Sylva Koscina: Maria Pia Di Meo (n. 1939) |
| Jasón                                 | Fabrizio Mioni (n. 1930)                                                   | Giuseppe Rinaldi (1919 - 2007)                       |
| Laertes                               | Andrea Fantasia                                                            | Gualtiero De Angelis (1899 - 1980)                   |
| Orfeo                                 | Gino Mattera                                                               | Pino Locchi (1925 - 1994)                            |
| Pelias                                | Ivo Garrani (n. 1924)                                                      |                                                      |
| Pólux                                 | Willi Colombini                                                            |                                                      |
| Quirón                                | Afro Poli                                                                  | Giorgio Capecchi (1901 - 1968)                       |
| La sibila                             | Lidia Alfonsi (Lydia Alfonsi, n. 1928)                                     | Giovanna Scotto                                      |
| Una sirviente de Íole                 | Luciana Paoluzzi (Luciana Paluzzi, n. 1937)                                |                                                      |
| Tifis, el timonel de la nave Argo     | Aldo Pini                                                                  | Bruno Persa (1905 - 1983)                            |
| Ulises                                | Gabriele Antonini (n. 1938)                                                | Massimo Turci (n. 1930)                              |

## Diferencias entre los personajes de las historias tradicionales y los correspondientes de la película
- Amazonas: El desarrollo argumental de ese pasaje de la película es completamente distinto de la tradición clásica; en ella, la reina de las amazonas que aparece en las aventuras de Hércules es Hipólita, y en la película es otro personaje, llamado Antea. Cuando escapan los viajeros en la nave Argo, las amazonas los llaman desde la orilla, y Hércules manda a Orfeo que cante y al resto que lo acompañe en coro para apagar las voces de las mujeres; en la tradición clásica, Orfeo emplea la lira y la voz para apagar las de las sirenas.

- Euristeo: En la tradición clásica, es primo de Hércules y rey de la Argólida; en la película, es un cómplice del rey Pelias.

- Hércules: En la tradición clásica, los doce trabajos de Hércules fueron encargados por Euristeo, a petición de la sibila de Delfos, para purgar al héroe de haber matado a sus hijos durante un ataque de locura provocado por Hera; en la película, los trabajos se limitan a ser dos: matar al León de Nemea y al Toro de Creta, y son cumplidos por Hércules de manera espontánea y voluntaria. En la tradición clásica, Hércules abandona la expedición al perderse su protegido y erómeno Hilas; en la película, el protegido es Ulises, y Hércules renuncia a su condición de inmortal para tener una vida como la de cualquier otro hombre y permanece con los argonautas durante todo el viaje. La participación de Hércules en la busca del vellocino de oro es casi anecdótica en el poema de Apolonio, pero en el guion de la película tiene gran peso. Las dos historias que se mezclan en esta obra cinematográfica, los trabajos de Hércules y su participación en la busca del vellocino de oro, muestran en la tradición clásica la faceta homosexual de Hércules, al ser acompañado en ambas por algún erómeno; este aspecto fue suprimido en el guion, aunque, irónicamente, la película convertiría a Steve Reeves en todo un icono gay.

- Íole: En la tradición clásica, es hija de Éurito, rey de Ecalia; en la película, es hija de Pelias y, por tanto, hermana de Ífito y prima de Jasón.

- Otro desvío de la tradición consiste en la mezcla de la historia de Jasón con la de Belerofonte.

- En la película, el león Nemeo, que mata a Ífito y después es muerto por Hércules, no es una criatura sobrenatural, de manera que se asemeja más al León de Citerón que al León de Nemea. En la tradición, Ífito es muerto por Hércules.

- Quirón: En la tradición clásica, es un centauro al que mata Hércules por accidente con una flecha emponzoñada con la sangre de la Hidra de Lerna; en la película, Quirón es un hombre y no es muerto por Hércules.

- Ulises: Para evitar cualquier connotación homosexual, en el guion de la película se sustituyó a Hilas, erómeno de Hércules, por Ulises, como ya se ha dicho. En la tradición clásica, Ulises no fue uno de los argonautas; su padre, Laertes, sí.

## Producción y distribución
Para los escenarios de Hércules, se aprovecharon los de Ulises (Ulisse), película de 1954 dirigida por Mario Camerini. 
Hércules fue la primera de las películas rodadas en Italia con el sistema francés Dyaliscope para pantalla panorámica.
Por la factura general, es evidente que Hércules es una película de bajo presupuesto. La exquisita fotografía de Mario Bava contrasta con el desangelado apartado técnico restante. Bava ya deja constancia de su sello personal con unos efectos de luces de fuertes contrastes, atmósfera onírica y llamativa policromía que dotan a esta película de una gran belleza plástica.
Steve Reeves era un consumado jinete, por lo que las escenas de acrobacias a caballo fueron realizadas por él mismo.

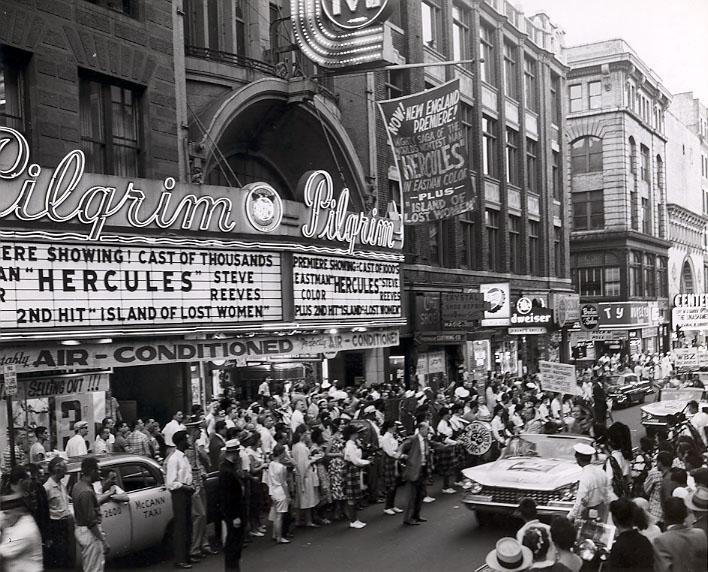
Foto de promoción del estreno en Boston. 1959.

Según contaba Reeves, las cadenas de las muñequeras empleadas en el clímax de la película eran de madera y estaban pintadas para parecer de metal, pero se contuvo con sus movimientos cuando se balanceaba para no lastimar a los actores que interpretaban a los enemigos de Hércules, lo que molestó al director, quien dio instrucciones a Reeves para que golpeara a los actores tan fuerte como pudiera. Cuando Reeves contestó que él no quería hacerles daño, exclamó el director: "¡Si ellos no se lastiman, entonces no se les paga!"
El productor, Joseph E. Levine (1905-1987), adquirió los derechos de distribución de la película en los Estados Unidos y la hizo proyectar en muchas salas (en 175 solo en el área de Nueva York); fue un gran éxito de taquilla. Levine llevó a cabo una campaña de saturación con más de 600 anuncios visuales y una inversión de 120.000 dólares de la época, procedimiento entonces un tanto novedoso que se ha convertido en algo habitual en nuestros días. 
Metro Goldwyn Mayer sacó a la venta copias de la película en VHS en 1983 y en 1998, y en DVD en el 2002 y en el 2009 (junto a Hércules encadenado).

## Adaptaciones

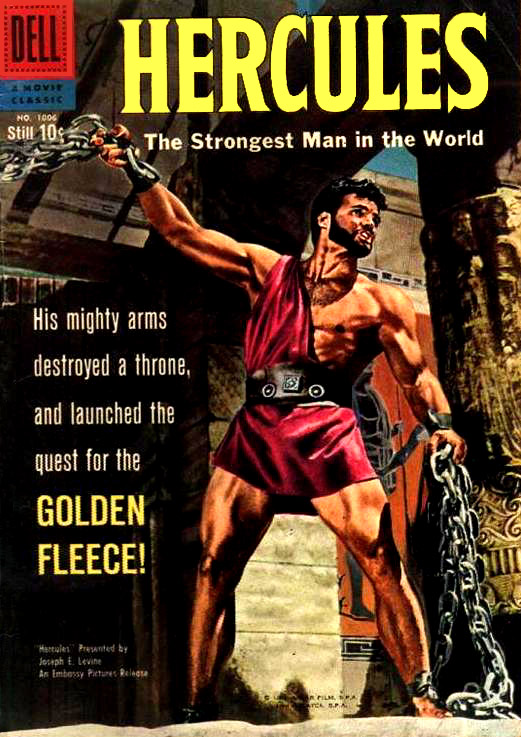
Portada de la adaptación a la historieta gráfica.

La publicación de historietas Dell Comics realizó una adaptación de la película por parte del ilustrador John Buscema.